# Pierre-Antoine Dossevi
Pierre-Antoine Dossevi (* 17. Januar 1952 in Lomé) ist ein ehemaliger togoischer Fußballspieler.

## Karriere
Dossevi, Bruder von Othniel Dossevi und Vater von Thomas und Mathieu, spielte als Stürmer ab 1974 für französische Vereine bis zu seinem Karriereende in den 1980er Jahren.

## Karrierestationen
- Étoile Filante de Lomé
- 1974–1975: FC Tours
- 1975–1976: Paris Saint-Germain
- 1976–1981: FC Tours
- 1981–1983: USL Dunkerque
- FC Bourges